# الفرقة الجبلية السابعة (الفيرماخت)
الفرقة الجبلية السابعة (بالألمانية: 7. Gebirgs Division)‏ شكلت من خلال إعادة تشكيل فرقة المشاة الخفيفة التاسعة والتسعين، التي قاتلت في القطاع الجنوبي للجبهة الشرقية حتى انسحبت إلى ألمانيا في أكتوبر 1941. في عام 1942، تم إرسالها إلى فنلندا وبقيت هناك حتى الانسحاب الفنلندي من الحرب. تراجعت الفرقة إلى النرويج حيث بقيت حتى نهاية الحرب. 

## القادة
- جنرال دير جبيرجستروبي رودولف كونراد (1 نوفمبر 1941 - 19 ديسمبر 1941)
- اللواء الرائد فيلهلم فايس (19 ديسمبر 1941 - 1 يناير 1942)
- الجنرال دير المدفعية روبرت مارتينيك (1 يناير 1942 - 1 مايو 1942)
- جينيرال لوتنانت أوغست كراكاو (1 مايو 1942 - 22 يوليو 1942)
- الجنرال دير المدفعية روبرت مارتينيك (22 يوليو 1942 - 10 سبتمبر 1942)
- جينيرال لوتنانت أغسطس كراكو (10 سبتمبر 1942 - 8 مايو 1945) [1]